# Acanthodactylus busacki
Acanthodactylus busacki е вид влечуго от семейство Гущерови (Lacertidae). Видът е незастрашен от изчезване.

## Разпространение
Разпространен е в Алжир, Западна Сахара и Мароко.

## Описание
Популацията им е стабилна.